# Gedog Kulon
Gedog Kulon is een bestuurslaag in het regentschap Malang van de provincie Oost-Java, Indonesië. Gedog Kulon telt 2508 inwoners (volkstelling 2010).